# Čović Polje (Donji Žabar)
Pour les articles homonymes, voir Čović Polje.
Čović Polje (en serbe cyrillique : Човић Поље) est un village de Bosnie-Herzégovine. Il est situé dans la municipalité de Donji Žabar et dans la république serbe de Bosnie. Selon les premiers résultats du recensement bosnien de 2013, il compte 671 habitants.
Avant la guerre de Bosnie-Herzégovine, le village faisait entièrement partie de la municipalité d'Orašje ; après la guerre, son territoire a été partiellement rattaché à la municipalité de Donji Žabar nouvellement créée et intégrée à la république serbe de Bosnie.

## Démographie

### Évolution historique de la population dans la localité
| 1948 | 1953 | 1961 | 1971 | 1981 | 1991 | 2013 |
| ---- | ---- | ---- | ---- | ---- | ---- | ---- |
| -    | -    | 917  | 899  | 862  | 796  | 671  |

|  |